# Satis Cognitum
La  Satis Cognitum  è un'enciclica di papa Leone XIII, datata 29 giugno 1896, circa la natura della Chiesa, l'unità tra Chiesa visibile e Chiesa invisibile, l'unità di fede, di culto e di regime all'interno della Chiesa. Quest'enciclica sarà ampiamente ricordata da Pio XII nella Mystici Corporis Christi, e da Paolo VI nell'Ecclesiam Suam.